# George W. Hart
George William Hart (nacido en 1955) es un escultor y geómetra estadounidense. Antes de jubilarse, fue profesor asociado de ingeniería eléctrica en la Universidad de Columbia en la ciudad de Nueva York y luego profesor de investigación interdepartamental en la Universidad de Stony Brook. Su trabajo incluye enfoques académicos y artísticos de las matemáticas.
Es el padre del divulgador matemático y Youtuber Vi Hart.

## Semblanza
Hart obtuvo un bachiller en ciencias en matemáticas por el MIT (1977), una maestría en lingüística por el Sistema Universitario de Indiana (1979) y un doctorado en ingeniería eléctrica y ciencias de la computación también por el MIT (1987).
Su trabajo académico incluye la publicación en línea Encyclopedia of Polyhedra, el libro de texto Análisis multidimensional y el libro de instrucciones Zome Geometry. También ha publicado más de sesenta artículos académicos. Su trabajo artístico incluye escultura, imágenes de computadora, juguetes (por ejemplo, Zome) y rompecabezas.
Trabajó con John Horton Conway para promover y estandarizar la notación de poliedros de Conway.

## Esculturas
Las esculturas de Hart se pueden ver en lugares públicos de todo el mundo, incluidos Instituto de Tecnología de Massachusetts, la Universidad de California en Berkeley, la Universidad de Stony Brook, la Universidad de Princeton, la Universidad Duke, la Universidad de Arizona, la Queen's University, el Macalester College, el Instituto Pratt, el Albion College, la Universidad de Middlesex, la Universidad Aalto y la Universidad Politécnica de Valencia.

## Invenciones
Hart es coinventor de dos patentes de EE. UU., Patente USPTO n.º 4672555 Monitor de CA digital y Patente USPTO n.º 4858141 Aparato de monitoreo de electrodomésticos no intrusivo. Estas patentes cubren, en parte, un medidor eléctrico mejorado para hogares llamado monitores de carga no intrusivos. Estos medidores rastrean los cambios en el uso de voltaje y corriente por parte de un hogar determinado y luego deducen qué electrodomésticos están usando, cuánta electricidad y cuándo.

## Museo de Matemáticas
Es cofundador del único Museo de Matemáticas de América del Norte, MoMath, en la ciudad de Nueva York. Como jefe de contenido, estableció el programa "Math is Cool!" el tono del museo y pasó cinco años diseñando exhibiciones originales y actividades para el taller de la institución.

## Galería

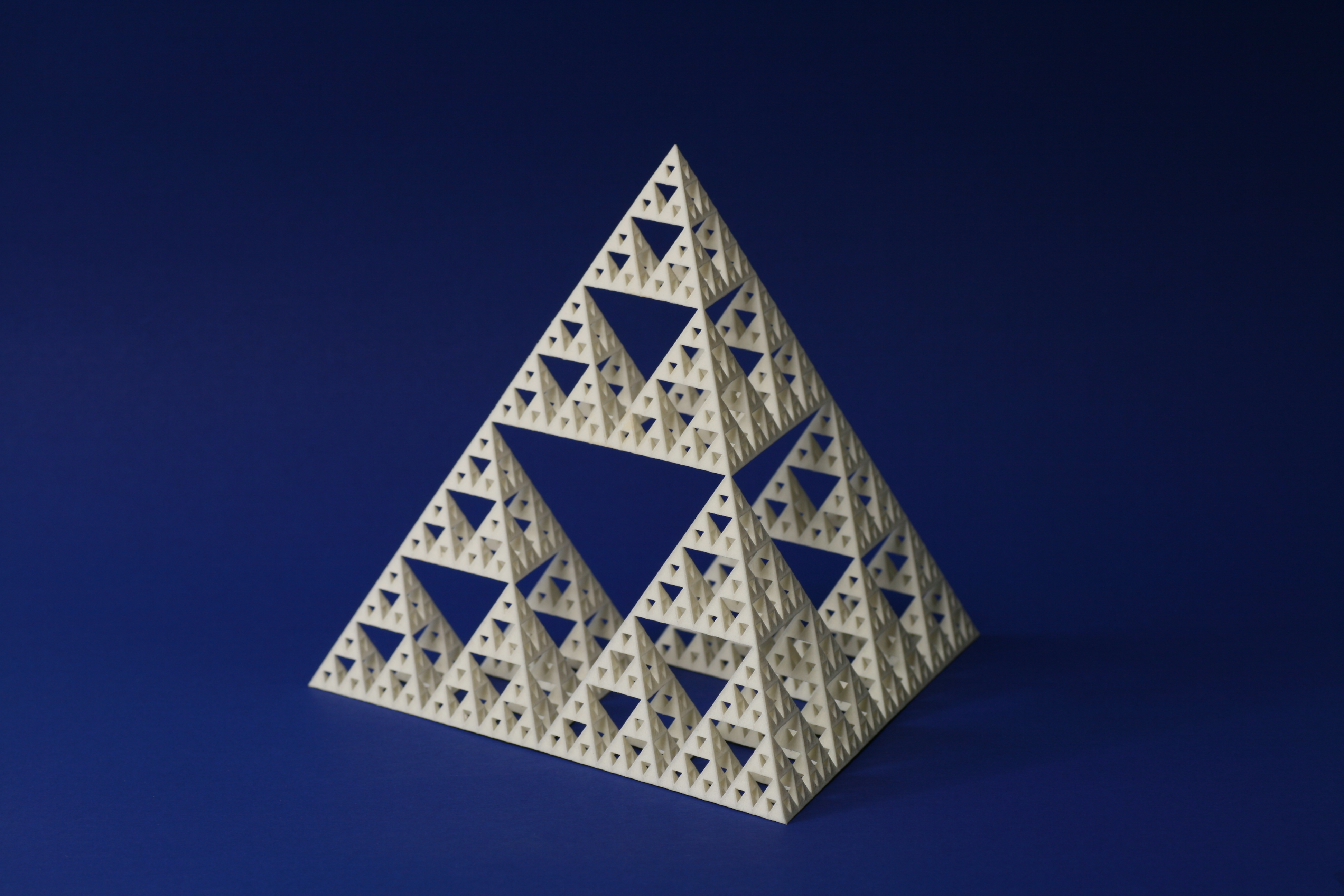
Impresión 3D de un tetraedro de Sierpinski utilizando nilón (poliamida), por G.W. Hart
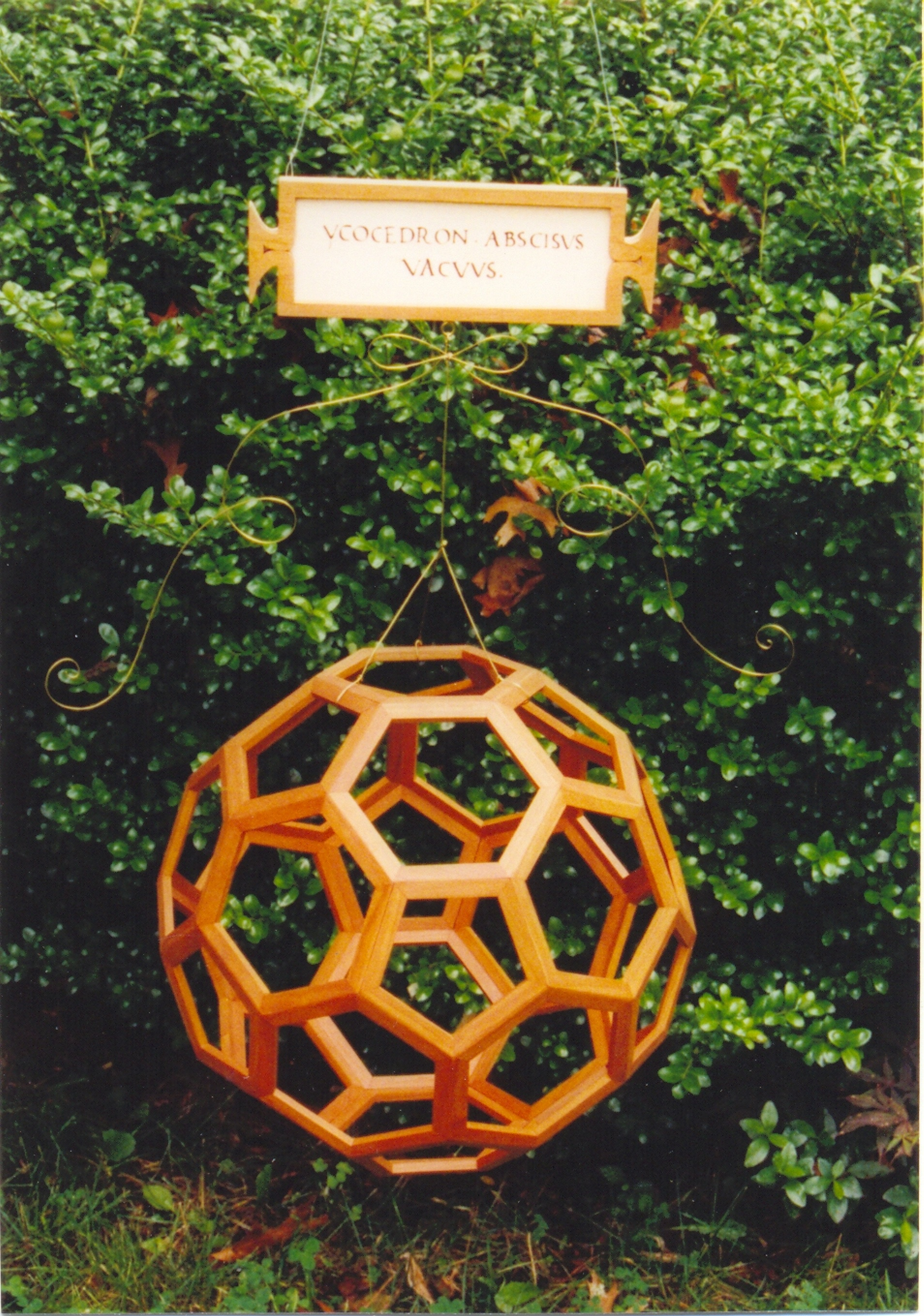
Icosaedro truncado (o forma de pelota de fútbol), cereza, de unas 14 pulgadas de diámetro, por G.W. Hart
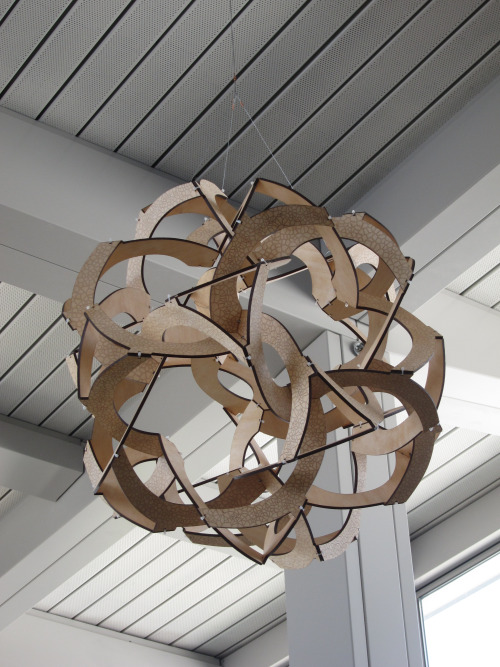
Instalación colgante de madera en el edificio Barus-Holley de la Universidad Brown en Providence (Rhode Island).